# Kuivastu
Kuivastu är en by och ett färjeläge på ön Moon i Estland. Den ligger i Moons kommun och landskapet Saaremaa (Ösel), 120 km sydväst om huvudstaden Tallinn. Antalet invånare var 48 år 2011.
Kuivastu ligger på Moons östkust mot Storsund (estniska: Suur vän) som skiljer ön från estländska fastlandet. Färjorna mellan Virtsu på fastlandet och Moon utgår från Kuivastu. Byn ligger utmed Riksväg 10, 10 km sydöst om öns centralort Liiva.

## Källor

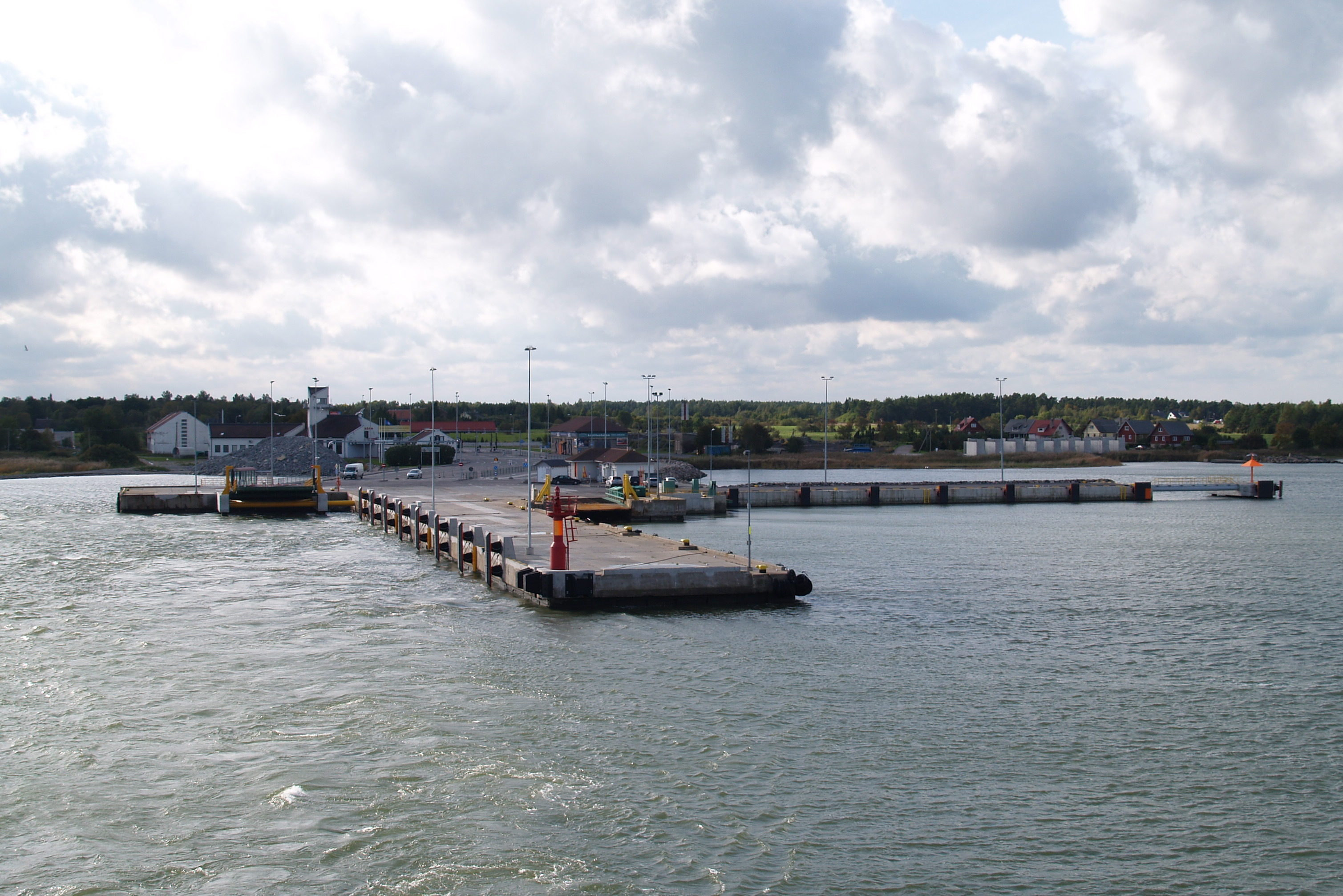